# BVZ ABDeh 6/6
Die ABDeh 6/6, ab 1981/82 BDeh 6/6, sind Zahnrad-Elektrotriebwagen der Brig-Visp-Zermatt-Bahn (BVZ) bzw. der Nachfolgerin Matterhorn-Gotthard-Bahn (MGB).
Ende der 1950er Jahre verzeichnete die BVZ einen starken Verkehrszuwachs, weshalb sie neue Fahrzeuge beschaffte. Die 1960 ausgelieferten ABDeh 6/6 hatten dabei gegenüber den damals aktuellen HGe 4/4 die Vorteile, als Personentriebwagen auch ohne Wagen als Personenzug eingesetzt werden zu können, sowie einer höheren Anhängelast von 125 t, die durch mehr angetriebene Achsen sichergestellt wurde, da die Zugkraft pro Achse durch die Zahnstange nicht mehr erhöht werden konnte. Die beiden Wagenkästen sind über je zwei Seitenstützen auf die äußeren Drehgestelle sowie über je eine Mittelstütze gemeinsam auf dem mittleren Jakobsdrehgestell aufgestützt. Hinter dem Führerstand schloss sich auf Briger Seite ein Erste-Klasse-Abteil, auf Zermatter Seite ein Gepäckabteil an. Bei beiden Wagenkästen ging es weiter mit einem Apparateraum und der Toilette, dann der Einstiegsplattform und bis zur Triebwagen-Mitte mit dem Zweite-Klasse-Abteil. Die Triebwagen haben Kardanwellen und Winkel-Achsgetriebe. Der Transformator befindet sich über der Einstiegsplattform.
1965 wurden die drei ABDeh 8/8 als Nachbestellung der ABDeh 6/6 ausgeliefert. 1981/82 wurden die beiden Triebwagen umgebaut und aufgrund der jetzt fehlenden ersten Klasse als BDeh 6/6 umbezeichnet. Fortan wurden sie bis zur Beschaffung der BDSeh 4/8 im Pendelzugverkehr zwischen Täsch und Zermatt eingesetzt. In den Jahren 2005 (2032) und 2006 (2031) wurden die Triebwagen ausrangiert und abgebrochen.